# Gran Premio motociclistico dell'Ulster 1954
Il Gran Premio motociclistico dell'Ulster fu il terzo appuntamento del motomondiale 1954.
Si svolse il 24 e 26 giugno 1954 sul Circuito di Dundrod. Erano in programma tutte le classi (125 e 500 si corsero giovedì 24, le restanti sabato 26, con gare separate per ogni categoria). La gara della 500, vinta da Ray Amm, fu dichiarata non valida per il Mondiale perché non sufficientemente lunga (era stata accorciata da 27 a 15 giri a causa delle pessime condizioni climatiche che caratterizzarono tutte le gare).
La gara della 350, assenti le Guzzi, fu terreno di caccia per le Case inglesi, con la Norton di Amm prima al traguardo.
125 e 250 furono dominate dalla NSU, che occupò per intero il podio nelle due categorie.
Nei sidecar, vittoria di Eric Oliver.

## Classe 350
47 piloti alla partenza.

### Arrivati al traguardo
| Pos. | Pilota          | Moto   | Tempo        | Punti |
| ---- | --------------- | ------ | ------------ | ----- |
| 1    | Ray Amm         | Norton | 2h 13' 15" 6 | 8     |
| 2    | Jack Brett      | Norton | +34" 4       | 6     |
| 3    | Bob McIntyre    | AJS    | +47" 4       | 4     |
| 4    | Gordon Laing    | Norton |              | 3     |
| 5    | Leo Simpson     | AJS    |              | 2     |
| 6    | Maurice Quincey | Norton |              | 1     |

## Classe 250

### Arrivati al traguardo
| Pos. | Pilota              | Moto       | Tempo        | Punti |
| ---- | ------------------- | ---------- | ------------ | ----- |
| 1    | Werner Haas         | NSU        | 1h 14' 31" 4 | 8     |
| 2    | Hans Baltisberger   | NSU        | +0" 2        | 6     |
| 3    | Hermann Paul Müller | NSU        | +1' 45" 6    | 4     |
| 4    | Arthur Wheeler      | Moto Guzzi |              | 3     |
| 5    | John Horne          | Rudge      |              | 2     |
| 6    | Bob Geeson          | REG        |              | 1     |

## Classe 125
12 piloti alla partenza.

### Arrivati al traguardo
| Pos. | Pilota              | Moto      | Tempo      | Punti |
| ---- | ------------------- | --------- | ---------- | ----- |
| 1    | Rupert Hollaus      | NSU       | 1h 09' 20" | 8     |
| 2    | Hermann Paul Müller | NSU       | +29"       | 6     |
| 3    | Hans Baltisberger   | NSU       | +1' 03"    | 4     |
| 4    | Werner Haas         | NSU       |            | 3     |
| 5    | Cecil Sandford      | MV Agusta |            | 2     |
| 6    | Angelo Copeta       | MV Agusta |            | 1     |

## Classe sidecar
13 equipaggi alla partenza.

### Arrivati al traguardo
| Pos | Pilota           | Passeggero         | Moto   | Tempo     | Punti |
| --- | ---------------- | ------------------ | ------ | --------- | ----- |
| 1   | Eric Oliver      | Les Nutt           | Norton | 58' 10"   | 8     |
| 2   | Cyril Smith      | Stanley Dibben     | Norton | +28" 2    | 6     |
| 3   | Wilhelm Noll     | Fritz Cron         | BMW    | +1' 24" 4 | 4     |
| 4   | Fritz Hillebrand | Manfred Grunwald   | BMW    |           | 3     |
| 5   | Walter Schneider | Hans Strauß        | BMW    |           | 2     |
| 6   | Jacques Drion    | Inge Stoll-Laforge | Norton |           | 1     |